# セザンヌ化粧品
株式会社セザンヌ化粧品（セザンヌけしょうひん）は、東京都台東区に本社を置くIDAグループの化粧品メーカーである。

## 沿革
- 1964年（昭和39年）- 井田両国堂により「セザンヌ化粧品」を発売[1][2]。
- 1992年（平成4年）- 株式会社セザンヌ化粧品を設立。
- 2018年（平成30年）- 本部を東京都新宿区市谷本村町1-1から現在地に移転。

## 事業所
本社
- 〒111-0053 東京都台東区浅草橋1-9-2

本部
- 〒102-0083 東京都千代田区麹町4-2-6 住友不動産麹町ファーストビル

## 化粧品ブランド「セザンヌ（CEZANNE）」
「ずっと安心、ずっとキレイ。」をコンセプトに、高品質・低価格のコスメを日本女性へ提供することを目指し、井田両国堂が1964年に化粧品ブランド「セザンヌ（CEZANNE）」を立ち上げた。容器を共通化することで価格を抑え、ネイルケア製品をのぞく全品でパッチテストを実施し、UVケア商品に紫外線吸収剤を使用しないなど、肌に優しい商品作りを目指している。ドラッグストア、ECサイトなどで購入できる。
2022年のNTTコム オンライン・マーケティング・ソリューション株式会社による、日本全国の18 - 69歳を対象とした化粧品について調査（有効回答数 18歳-69歳の女性:1,086名、18歳-39歳の男性:426名。複数回答）では、好きな化粧品ブランド・メーカー4位（13.9%）、購入費7位（13.2%）であった。29歳以下では、好きな化粧品2位（24.3%）であり、特に若年層に人気がある。

## CM出演者
- 星野真里 イメージモデル（2012年 - 2022年）、テレビCM（2019年 - 2022年）、ロイヤルアンバサダー（2023年 - ）
- 瀧本美織（2023年）
- 志田彩良（2024年 - ）[6]